# Sentinel Butte
Sentinel Butte is een plaats (city) in de Amerikaanse staat North Dakota, en valt bestuurlijk gezien onder Golden Valley County.

## Demografie
Bij de volkstelling in 2000 werd het aantal inwoners vastgesteld op 62.
In 2006 is het aantal inwoners door het United States Census Bureau geschat op 54, een daling van 8 (-12,9%).

## Geografie
Volgens het United States Census Bureau beslaat de plaats een oppervlakte van
2,9 km², geheel bestaande uit land. Sentinel Butte ligt op ongeveer 829 m boven zeeniveau.

## Plaatsen in de nabije omgeving
De onderstaande figuur toont nabijgelegen plaatsen in een straal van 36 km rond Sentinel Butte.